# Сушиця
Суши́ця — село в Україні, у Самбірському районі Львівської області. Населення становить 403 особи.
Орган місцевого самоврядування — Старосамбірська міська рада.

## Історія
Історична дата заснування — 1565 рік.
2004 року в селі збудована церква Введення в храм Пресвятої Богородиці, що належить ПЦУ.
Нині в селі діють ФАП; філія опорного ЗНЗ — «Старосамбірська загальноосвітня школа І-ІІІ ступенів № 1 ім. Героя України Богдана Сольчаника Львівської області» с. Сушиця (директор Кальмук Г. В.), розрахована на 30 учнів; Народний дім, розрахований на 50 місць; бібліотека (керівник Петрівська О. М.).

## Відомі люди
- Степан Петрівський — рядовий внутрішньої служби МВСУ, боєць добровольчого батальйону патрульної служби міліції особливого призначення «Шторм». Загинув під час артилерійського обстрілу терористами блокпосту ЗСУ поблизу смт Георгіївка на Луганщині.[6]